# 如晴天，似雨天
《如晴天，似雨天》（英語：Like Sunday, Like Rain）又譯如周日如雨、 美丽故事、 像星期日，像下雨、就像下雨的星期天，是2014年由弗兰克·威利编剧和导演，蒙特雷传媒发行的美国剧情片。该片由莉顿·梅斯特、黛布拉·梅辛、比莉·乔·阿姆斯特朗等主演，是朱利安·夏特金（Julian Shatkin）的处女作。这部电影讲述了大提琴神童雷吉和埃莉诺在纽约市的一个夏天发展友谊的故事。